# Sofija Medić
Sofija Medić (* 10. Januar 1991 in Belgrad, Jugoslawien) ist eine serbische Volleyballspielerin.

## Karriere
Medić begann ihre Karriere 2007 bei OK Radnički Belgrad. 2012 wechselte sie innerhalb der serbischen Liga zu NIS Spartak Subotica. In der Saison 2015/16 spielte die Mittelblockerin beim rumänischen Verein CSU Târgu Mureș. Danach ging sie zu CSM Bukarest. Mit dem Verein wurde sie 2017 Vizemeisterin. Ein Jahr später gewann sie das Double aus Pokal und Meisterschaft. In der Saison 2018/19 spielte Medić in der ungarischen Liga bei Linamar Békéscsabai RSE. Anschließend spielte sie eine Saison beim deutschen Bundesligisten SC Potsdam und beendete danach ihre Karriere.